# Лисаково (Цехановський повіт)
Лисаково (пол. Łysakowo) — село в Польщі, у гміні Ґрудуськ Цехановського повіту Мазовецького воєводства.
Населення — 193 особи (2011).
У 1975-1998 роках село належало до Цехановського воєводства.

## Демографія
Демографічна структура станом на 31 березня 2011 року:
|          | Загалом | Допрацездатний вік | Працездатний вік | Постпрацездатний вік |
| -------- | ------- | ------------------ | ---------------- | -------------------- |
| Чоловіки | 88      | 22                 | 56               | 10                   |
| Жінки    | 105     | 26                 | 62               | 17                   |
| Разом    | 193     | 48                 | 118              | 27                   |